# Nigeria ai Giochi della XXXII Olimpiade
La Nigeria ha partecipato ai Giochi della XXXII Olimpiade, che si sono svolti a Tokyo, Giappone, dal 23 luglio all'8 agosto 2021 (inizialmente previsti dal 24 luglio al 9 agosto 2020 ma posticipati per la pandemia di COVID-19) con 55 atleti, 25 uomini e 30 donne.

## Medaglie

### Medagliere per disciplina
| Sport            | Oro | Argento | Bronzo | Totale |
| ---------------- | --- | ------- | ------ | ------ |
| Atletica leggera | 0   | 0       | 1      | 1      |
| Lotta            | 0   | 1       | 0      | 1      |
| Totale           | 0   | 1       | 1      | 2      |

### Medaglie d'argento
| Medaglia | Nome               | Sport | Evento                       |
| -------- | ------------------ | ----- | ---------------------------- |
| Argento  | Blessing Oborududu | Lotta | Lotta libera 68 kg femminile |

### Medaglie di bronzo
| Medaglia | Nome      | Sport            | Evento                   |
| -------- | --------- | ---------------- | ------------------------ |
| Bronzo   | Ese Brume | Atletica leggera | Salto in lungo femminile |

## Delegazione
| Sport            | Uomini | Donne | Totale |
| ---------------- | ------ | ----- | ------ |
| Atletica leggera | 7      | 7     | 14     |
| Badminton        | 2      | 1     | 3      |
| Canoa/Kayak      | -      | 1     | 1      |
| Canottaggio      | -      | 1     | 1      |
| Ginnastica       | 1      | -     | 1      |
| Lotta            | 1      | 4     | 5      |
| Nuoto            | -      | 1     | 1      |
| Pallacanestro    | 12     | 12    | 24     |
| Taekwondo        | -      | 1     | 1      |
| Tennistavolo     | 2      | 2     | 4      |
| Totale           | 25     | 30    | 55     |

## Risultati

### Atletica leggera
Maschile
Eventi su pista e strada
| Atleta              | Evento | Batteria  | Batteria  | Semifinale | Semifinale | Finale          | Finale          |
| Atleta              | Evento | Risultato | Posizione | Risultato  | Posizione  | Risultato       | Posizione       |
| ------------------- | ------ | --------- | --------- | ---------- | ---------- | --------------- | --------------- |
| Enoch Adegoke       | 100 m  | 9"98      | 1º Q      | 10"00      | 2º Q       | DNF             | DNF             |
| Usheoritse Itsekiri | 100 m  | 10"15     | 3º Q      | 10"29      | 7º         | Non qualificato | Non qualificato |
| Divine Oduduru      | 100 m  | SQ        | SQ        | SQ         | SQ         | SQ              | SQ              |
| Divine Oduduru      | 200 m  | 20"36     | 2º Q      | 20"16      | 3º         | Non qualificato | Non qualificato |

Eventi su campo
| Atleta                | Evento         | Qualificazione | Qualificazione | Finale    | Finale    |
| Atleta                | Evento         | Risultato      | Posizione      | Risultato | Posizione |
| --------------------- | -------------- | -------------- | -------------- | --------- | --------- |
| Chukwuebuka Enekwechi | Getto del peso | 21,16          | 7º q           | 19,74     | 12º       |

Femminile
Eventi su pista e strada
| Atleta                                                             | Evento         | Batteria  | Batteria  | Semifinale      | Semifinale      | Finale          | Finale          |
| Atleta                                                             | Evento         | Risultato | Posizione | Risultato       | Posizione       | Risultato       | Posizione       |
| ------------------------------------------------------------------ | -------------- | --------- | --------- | --------------- | --------------- | --------------- | --------------- |
| Blessing Okagbare                                                  | 100 m          | 11"05     | 1ª Q      | DNS             | DNS             | Non qualificata | Non qualificata |
| Nzubechi Grace Nwokocha                                            | 100 m          | 11"00     | 3ª Q      | 11"07           | 5ª              | Non qualificata | Non qualificata |
| Nzubechi Grace Nwokocha                                            | 200 m          | 22"47     | 3ª Q      | 22"47           | 4ª              | Non qualificata | Non qualificata |
| Patience Okon George                                               | 400 m          | 52"41     | 7ª        | Non qualificata | Non qualificata | Non qualificata | Non qualificata |
| Tobi Amusan                                                        | 100 m ostacoli | 12"72     | 1ª Q      | 12"62           | 1ª Q            | 12"60           | 4ª              |
| Tobi Amusan Ese Brume Patience Okon George Nzubechi Grace Nwokocha | 4×100 m        | 43"25     | 6ª        | N.D.            | N.D.            | Non qualificata | Non qualificata |

Eventi su campo
| Atleta    | Evento         | Qualificazione | Qualificazione | Finale    | Finale    |
| Atleta    | Evento         | Risultato      | Posizione      | Risultato | Posizione |
| --------- | -------------- | -------------- | -------------- | --------- | --------- |
| Ese Brume | Salto in lungo | 6,76           | 6ª Q           | 6,97      |           |

Misto
| Atleta                                                                                    | Evento  | Batteria  | Batteria  | Finale          | Finale          |
| Atleta                                                                                    | Evento  | Risultato | Posizione | Risultato       | Posizione       |
| ----------------------------------------------------------------------------------------- | ------- | --------- | --------- | --------------- | --------------- |
| Patience Okon George Samson Oghenewegba Nathaniel Ifeanyi Emmanuel Ojeli Imaobong Nse Uko | 4×400 m | 3'13"60   | 7ª Q      | Non qualificata | Non qualificata |

### Badminton
| Atleta                                 | Evento            | Girone                         | Girone                             | Girone                           | Girone | Ottavi               | Quarti               | Semifinale           | Finale               | Finale          |
| Atleta                                 | Evento            | Avversario Punteggio           | Avversario Punteggio               | Avversario Punteggio             | Pos.   | Avversario Punteggio | Avversario Punteggio | Avversario Punteggio | Avversario Punteggio | Pos.            |
| -------------------------------------- | ----------------- | ------------------------------ | ---------------------------------- | -------------------------------- | ------ | -------------------- | -------------------- | -------------------- | -------------------- | --------------- |
| Dorcas Ajoke Adesokan                  | Singolo femminile | Azurmendi P (10–21, 2–21)      | An S-y P (3–21, 6–21)              | N.D.                             | 3ª     | Non qualificata      | Non qualificata      | Non qualificata      | Non qualificata      | Non qualificata |
| Godwin Olofua Anuoluwapo Juwon Opeyori | Doppio maschile   | Endo / Watanabe P (2–21, 7–21) | Astrup / Rasmussen P (9–21, 17–21) | Ivanov / Sozonov P (7–21, 10–21) | 4ª     | N.D.                 | Non qualificati      | Non qualificati      | Non qualificati      | Non qualificati |

### Canoa/kayak

#### Velocità
| Atleta                 | Evento             | Batteria | Batteria  | Quarti | Quarti    | Semifinale      | Semifinale      | Finale          | Finale          |
| Atleta                 | Evento             | Tempo    | Posizione | Tempo  | Posizione | Tempo           | Posizione       | Tempo           | Posizione       |
| ---------------------- | ------------------ | -------- | --------- | ------ | --------- | --------------- | --------------- | --------------- | --------------- |
| Ayomide Emmanuel Bello | C1 200 m femminile | 47"539   | 1ª q      | 47"326 | 3ª        | Non qualificata | Non qualificata | Non qualificata | Non qualificata |

### Canottaggio
| Atleta      | Evento            | Batteria | Batteria | Ripescaggio | Ripescaggio | Quarti | Quarti | Semifinale | Semifinale | Finale / Finale E | Finale / Finale E |
| Atleta      | Evento            | Tempo    | Pos.     | Tempo       | Pos.        | Tempo  | Pos.   | Tempo      | Pos.       | Tempo             | Pos.              |
| ----------- | ----------------- | -------- | -------- | ----------- | ----------- | ------ | ------ | ---------- | ---------- | ----------------- | ----------------- |
| Esther Toko | Singolo femminile | 8'58"49  | 5ª R     | 9'07"54     | 4ª Q        | N.D.   | N.D.   | 9'07"70    | 3ª qE      | 8'42"78           | 30ª               |

### Ginnastica

#### Ginnastica artistica
| Atleta   | Evento                        | Qualificazione | Qualificazione | Qualificazione | Qualificazione | Qualificazione | Qualificazione | Qualificazione | Qualificazione | Finale          | Finale          | Finale          | Finale          | Finale          | Finale          | Finale          | Finale          |
| Atleta   | Evento                        | Attrezzo       | Attrezzo       | Attrezzo       | Attrezzo       | Attrezzo       | Attrezzo       | Totale         | Pos.           | Attrezzo        | Attrezzo        | Attrezzo        | Attrezzo        | Attrezzo        | Attrezzo        | Totale          | Pos.            |
| Atleta   | Evento                        | CL             | C              | A              | V              | P              | S              | Totale         | Pos.           | CL              | C               | A               | V               | P               | S               | Totale          | Pos.            |
| -------- | ----------------------------- | -------------- | -------------- | -------------- | -------------- | -------------- | -------------- | -------------- | -------------- | --------------- | --------------- | --------------- | --------------- | --------------- | --------------- | --------------- | --------------- |
| Uche Eke | Concorso individuale maschile | 12,833         | 12,866         | 11,900         | 13,433         | 12,233         | 11,500         | 74,765         | 58º            | Non qualificato | Non qualificato | Non qualificato | Non qualificato | Non qualificato | Non qualificato | Non qualificato | Non qualificato |

### Lotta

#### Libera
| Atleta             | Evento          | Ottavi               | Quarti               | Semifinali           | Ripescaggio          | Finale / FB          | Pos.            |
| Atleta             | Evento          | Avversario Risultato | Avversario Risultato | Avversario Risultato | Avversario Risultato | Avversario Risultato | Pos.            |
| ------------------ | --------------- | -------------------- | -------------------- | -------------------- | -------------------- | -------------------- | --------------- |
| Ekerekeme Agiomor  | 86 kg maschile  | Punia P 1–12         | Non qualificato      | Non qualificato      | Non qualificato      | Non qualificato      | Non qualificato |
| Adijat Idris       | 50 kg femminile | Livač P 0–10         | Non qualificata      | Non qualificata      | Non qualificata      | Non qualificata      | Non qualificata |
| Odunayo Adekuoroye | 57 kg femminile | Nichita P 2–8        | Non qualificata      | Non qualificata      | Non qualificata      | Non qualificata      | Non qualificata |
| Aminat Adeniyi     | 62 kg femminile | Koljadenko P 2–4     | Non qualificata      | Non qualificata      | Non qualificata      | Non qualificata      | Non qualificata |
| Blessing Oborududu | 68 kg femminile | Manolova V 13–2      | Zhumanazarova V 3–2  | Battsetseg V 7–2     | Bye                  | Mensah P 1–4         |                 |

### Nuoto
| Atleta           | Evento                       | Batterie | Batterie  | Semifinali      | Semifinali      | Finale          | Finale          |
| Atleta           | Evento                       | Tempo    | Posizione | Tempo           | Posizione       | Tempo           | Posizione       |
| ---------------- | ---------------------------- | -------- | --------- | --------------- | --------------- | --------------- | --------------- |
| Abiola Ogunbanwo | 100 m stile libero femminili | 59"74    | 48º       | Non qualificata | Non qualificata | Non qualificata | Non qualificata |

### Pallacanestro
| Squadra             | Torneo    | Girone               | Girone               | Girone               | Girone | Quarti               | Semifinali           | Finale               | Pos.            |
| Squadra             | Torneo    | Avversario Punteggio | Avversario Punteggio | Avversario Punteggio | Pos.   | Avversario Punteggio | Avversario Punteggio | Avversario Punteggio | Pos.            |
| ------------------- | --------- | -------------------- | -------------------- | -------------------- | ------ | -------------------- | -------------------- | -------------------- | --------------- |
| Nazionale maschile  | Maschile  | Australia P 65–84    | Germania P 92–99     | Italia P 71–80       | 4ª     | Non qualificata      | Non qualificata      | Non qualificata      | Non qualificata |
| Nazionale femminile | Femminile | Stati Uniti P 72–81  | Francia P 62–87      | Giappone P 83–102    | 4ª     | Non qualificata      | Non qualificata      | Non qualificata      | Non qualificata |

### Taekwondo
| Atleta              | Evento          | 16-esimi             | Quarti               | Semifinali           | Ripescaggio          | Finale / FB          | Pos.            |
| Atleta              | Evento          | Avversario Punteggio | Avversario Punteggio | Avversario Punteggio | Avversario Punteggio | Avversario Punteggio | Pos.            |
| ------------------- | --------------- | -------------------- | -------------------- | -------------------- | -------------------- | -------------------- | --------------- |
| Elizabeth Anyanacho | 67 kg femminile | Tatar P 7–12         | Non qualificata      | Non qualificata      | Non qualificata      | Non qualificata      | Non qualificata |

### Tennistavolo
| Atleta             | Evento            | Preliminari          | Round 1              | Round 2              | Round 3              | Ottavi               | Quarti               | Semifinali           | Finale               | Pos.            |
| Atleta             | Evento            | Avversario Punteggio | Avversario Punteggio | Avversario Punteggio | Avversario Punteggio | Avversario Punteggio | Avversario Punteggio | Avversario Punteggio | Avversario Punteggio | Pos.            |
| ------------------ | ----------------- | -------------------- | -------------------- | -------------------- | -------------------- | -------------------- | -------------------- | -------------------- | -------------------- | --------------- |
| Quadri Aruna       | Singolo maschile  | Bye                  | Bye                  | Bye                  | Tsuboi P 2–4         | Non qualificato      | Non qualificato      | Non qualificato      | Non qualificato      | Non qualificato |
| Olajide Omotayo    | Singolo maschile  | Bye                  | Apolónia P 0–4       | Non qualificato      | Non qualificato      | Non qualificato      | Non qualificato      | Non qualificato      | Non qualificato      | Non qualificato |
| Offiong Edem       | Singolo femminile | Bye                  | Madarász V 4–1       | Zhang P 1–4          | Non qualificata      | Non qualificata      | Non qualificata      | Non qualificata      | Non qualificata      | Non qualificata |
| Olufunke Oshonaike | Singolo femminile | Liu P 1–4            | Non qualificata      | Non qualificata      | Non qualificata      | Non qualificata      | Non qualificata      | Non qualificata      | Non qualificata      | Non qualificata |